# Kermit Washington
Kermit Alan Washington (ur. 17 września 1951 w Waszyngtonie) – amerykański koszykarz, występujący na pozycji skrzydłowego, uczestnik meczu gwiazd NBA, zaliczany dwukrotnie do drugiego składu najlepszych obrońców NBA.
Jest kojarzony głównie z feralną bójką, która miała miejsce podczas spotkania Los Angeles Lakers z Houston Rockets, 9 grudnia 1977. Podczas całego zamieszania i przepychanek Washington zobaczył kątem oka nadbiegającego Rudy'ego Tomjanovicha. Odwrócił się i wymierzył mu cios prosto w twarz, którym powalił go na parkiet. Tomjanovich leżał w kałuży krwi, a dźwięk uderzenia i łamanych kości było słychać nawet w dalszych rzędach. Na hali zapanował absolutna cisza, nazwana później przez dziennikarzy - „najgłośniejszą ciszą w historii ligi”. W wyniku całego incydentu Tomjanovich omal nie zginął. Miał połamane kości policzkowe, nos oraz szczękę, co zagrażało jego życiu. Był jednak w stanie wstać i przy asyście pójść do szatni. W drodze do niej doszło do kolejnej scysji z Washingtonem, mimo iż Tomjanovich ledwo trzymał się na nogach. Chciał wiedzieć dlaczego został uderzony, skoro chciał rozdzielić walczących. Washington bełkotał coś w szale agresji, aż interweniowała ochrona. Tomjanovich opuścił resztę sezonu zasadniczego, a z konsekwencjami wypadku musiał się borykać już do końca swojej kariery. Przyznał później, że w ustach czuł smak krwi oraz płynu mózgowo-rdzeniowego. Washington został zawieszony na 26 spotkań (najdłuższa wówczas kara w historii), a uderzenie przeszło do historii jako „The Punch”.
Jeszcze w tym samym miesiącu (27 grudnia) został wytransferowany przez Lakers wraz z Donem Chaneyem i wyborem pierwszej rundy draftu 1978 (Freeman Williams) do Bostonu, w zamian za Charliego Scotta. W trakcie przerwy międzysezonowej trafił do San Diego Clippers, a z nim Kevin Kunnert, Sidney Wicks i Freeman Williams. W przeciwnym kierunku powędrowali natomiast Nate Archibald, Marvin Barnes, Billy Knight oraz wybory drugich rund draftu 1981 (Danny Ainge) oraz 1983 (Rod Foster) roku. Po zmianie klubu rozegrał swój pierwszy w karierze pełny sezon. Notował średnio 11,3 punktu, 9,8 zbiórki oraz 1,5 bloku. Po zakończeniu rozgrywek trafił do Portland Trail Blazers, gdzie rozegrał najbardziej udany sezon w karierze, osiągając średnie 13,4 punktu, 10,5 zbiórki, 2,1 asyst i 1,6 bloku. W trakcie trwania rozgrywek wystąpił w meczu gwiazd, natomiast po ich zakończeniu został zaliczony do drugiego składu najlepszych obrońców ligi.
W 1981 zaliczono go po raz drugi z rzędu do All-NBA Defensive Second Team. Bóle pleców oraz kolan wzmogły się wtedy na tyle, że rok później zdecydował się zakończyć karierę, po rozegraniu zaledwie 20 spotkań sezonu regularnego. Pięć lat później próbował jeszcze powrócić do ligi, jako zawodnik Warriors, ale próba ta zakończyła się fiaskiem. Klub zwolnił go 25 listopada 1987 roku, po rozegraniu zaledwie sześciu spotkań.

## Osiągnięcia
NCAA
- Wybrany do II składu All-American (1973)[5]
- 2-krotny lider NCAA w zbiórkach (1972, 1973)[6]

NBA
- Uczestnik meczu gwiazd NBA (1980)[1]
- 2-krotnie wybierany do II składu defensywnego NBA (1980, 1981)[2]
- Lider play-off w średniej zbiórek (1981)[7]